# Manuel Martínez Ángel
Manuel Martínez Ángel (1866 - Madrid, 16 de octubre de 1933) fue un arquitecto español. Famoso por haber diseñado y construido el edificio que albergaba la sede de la Compañía Asturiana de Minas (1895-1899), en la madrileña Plaza de España, de la que era directivo. En ese mismo lugar fue asesinado por un alumno suyo. Escribió igualmente tratados de arquitectura legal en colaboración con Ricardo Oyuclos y Pérez (Abogado del Ilustre Colegio de Madrid y Académico Profesor de la de Jurisprudencia y Legislación).

## Carrera
Debido a su iniciativa personal obtiene el cargo de Arquitecto de la Real Academia de Bellas Artes de San Fernando. En el periodo que va desde 1895 a 1899 construye el edificio de la Real Compañía Asturiana de Minas (Plaza de España n.º 8), lugar donde residía. Igualmente es autor del Instituto Rubio, cuyo edificio resultó destruido durante la guerra civil. El lunes 16 de octubre de 1933 el arquitecto salió de su casa a las 11 de la mañana. En la acera, a las puertas del edificio de la Compañía Asturiana de Minas, Manuel Lillo Callejón, un joven alumno suyo, sacó una pistola y disparó contra él, provocándole la muerte. El motivo del asesinato fue haberle suspendido en unas oposiciones de arquitecto municipal al Ayuntamiento de Madrid. Tras ello, Manuel Lillo se acaba suicidando.